# 木村専一
木村 専一（きむら せんいち、1900年 - 1938年4月12日）は、日本の写真編集者、写真家である。

## 経歴
木村専一は写真家である森芳太郎に写真を学んだ。
1923年、オリエンタル写真工業に入社し、翌1924年に創刊された写真雑誌『フォトタイムス』の編集主幹に就任した。『フォトタイムス』はオリエンタル写真工業の宣伝課内に設置されたフォトタイムス社によって発行された。1925年頃からは、同誌に「モダーン・フォトセクション」と題したコーナーを設け、欧米の新たな写真動向を紹介し、日本の写真界に多大な影響を与えた。
1930年には、堀野正雄や渡辺義雄らとともに新興写真研究会を結成し、会長として新興写真の普及と発展に尽力した。
1931年から1932年にかけて、山田英吉、中山正一、安本江陽とともに欧米を訪問し、現地の写真状況を視察した。この視察中にはバウハウスも訪れている。この渡航中に、ラースロー・モホイ＝ナジ、マン・レイ、ウンボなど、300点以上の写真作品を収集し、帰国した。木村はこれらの作品を『フォトタイムス』に掲載するとともに、視察の状況を連載記事として紹介した（1932年12月号から1934年3月号まで）。これらの作品の一部は現在、東京都写真美術館に「木村専一コレクション」として所蔵されているが、その全貌が展示などで紹介されたことはない。
1934年、オリエンタル写真工業を退職し、武蔵野写真学校を創立した。